# Richard Leakey
Richard Erskine Leakey (19. prosince 1944 Nairobi, Keňa – 2. ledna 2022) byl keňský politik a paleontolog, pokračovatel v badatelské činnosti svých rodičů Mary a Louise Leakeyových.
Střední školu nedokončil a živil se od mládí jako organizátor safari.
V letech 1963–4 byl spoluvedoucím paleontologické expedice k jezeru Natron v Tanzanii a expedice k jezeru Baringo v Keni (1966). Podílel se na mezinárodní výpravě k řece Omo roku 1967. Od roku 1974 byl ředitelem Národního muzea Keni v Nairobi. Proslavily ho výzkumy na východním břehu jezera Turkana, kde roku 1984 nalezl kostru asi devítiletého chlapce Homo ergaster známou jako KNM-WT 15000 nebo Turkana Boy. Na výzkumech s ním spolupracovala manželka Maeve Leakeyová a dcera Louise Leakeyová.
V roce 1993 utrpěl leteckou nehodu, po které mu musely být amputovány obě nohy a nahrazeny protézami.
V roce 1995 patřil k zakladatelům opoziční strany Safina (Archa Noemova), v letech 1999 až 2001 zasedal v keňské vládě. Od roku 2007 působil v keňské pobočce organizace Transparency International. Angažoval se v boji proti plánu tanzanské vlády postavit dálnici přes národní park Serengeti.
Roku 2004 se stal ředitelem programu na ochranu divoké přírody WildlifeDirect. Také přednášel antropologii na newyorské Stony Brook University.
Označoval se za ateistu a požadoval, aby se ve všech školách vyučovalo o evoluci.

### Knihy v češtině
- LEAKEY, Richard; LEWIN, Roger. Lidé od jezera (People of the Lake: Mankind and its Beginnings). [s.l.]: Mladá fronta, 1984. 248 s.
- LEAKEY, Richard. Původ lidstva (The Origin of Humankind). [s.l.]: Archa, 1996. 164 s. ISBN 80-7115-103-3.
- LEAKEY, Richard; MORELL, Virginia. Války v divočině: můj boj za záchranu přírodního bohatství Afriky (Wildlife Wars: My Fight to Save Africa's Natural Treasures). Praha: BB art, 2003. 286 s. ISBN 80-7341-039-7.